# Левицкий, Михаил Степанович
Михаил Степанович Левицкий (укр. Михайло Степанович Левицький; 1952—2014) — советский спортсмен, мастер спорта СССР по дзюдо (1973), мастер спорта СССР международного класса по самбо; также украинский тренер.

## Биография
Родился 12 августа 1952 года в селе Обидов Каменка-Бугского района Львовской области.
Выпускник Львовского государственного университета физической культуры (1978). Воспитанник Михаила Евтушова.
Окончив спортивную карьеру, с 1992 по 2014 годы работал преподавателем кафедры физического воспитания Национального университета «Львовская политехника».
Был автором работ по физическому воспитанию студентов.
Умер 23 марта 2014 года во Львове, где и похоронен.

## Спортивные достижения
Выступал за спортивное общество «Динамо», Львов (1968—1985) в весовых категориях до 66, 68 и до 74 кг.
Дзюдо
- Победитель (Жешув, Польша, 1973) и бронзовый призёр (Йичин, Чехословакия, 1984) международных турниров.
- Чемпион открытых турниров среди молодёжи (Кишинёв, 1972) и ветеранов (Вроцлав, Польша, 2004); а также международного турнира среди ветеранов (Львов, 1991).

Самбо
- Чемпион (Мадрид, 1981) и серебряный призёр (Киев, 1983) чемпионатов мира, а также Кубка СССР (1976, 1980).
- Победитель Кубка Украины (1982).
- Чемпионат СССР по самбо 1976 года — ;
- Чемпионат СССР по самбо 1978 года — ;
- Чемпионат СССР по самбо 1980 года — ;
- Самбо на летней Спартакиаде народов СССР 1983 года — ;

Был членом сборной команды СССР по самбо. Работая в университете, был тренером Мастера спорта В. Липатова.